# 柏燕谊
柏燕谊（1973年—），中國大陸心理學家、作家、媒體人。中国科学院心理研究所碩士，国家二级心理咨询师职称，百诚释心（北京）管理咨询有限公司創辦人，同時擔任北京市婚姻家庭研究会常务理事副会长，現為眾多電視心理情感節目特邀老師、平面媒體專欄作家。中国政法大学反人口贩运国际合作与保护中心首席顾问。
2015年獲頒北京市三八紅旗手。

## 廣播節目
- 北京交通台FM103.9《1039都市调查组》特邀心理老师[5]
- 爱家广播《宝贝计划》特邀心理老师
- 北京故事广播FM954、AM603《读书俱乐部》心理老师
- 糖蒜广播（网络广播台）特邀心理老师

## 電視節目
- 央視12台《夜线》、《夕阳红》栏目特约心理专家嘉宾
- 中國教育電視台《成长不烦恼》栏目特约心理专家嘉宾
- 北京电视台《第三调解室》、《超级陪审员》、《生活面对面》、《今晚，我们相识》、《生活广角》等栏目特约心理師嘉宾[6]
- 贵州卫视《现场》栏目特约心理专家嘉宾
- 天津卫视《爱情保卫战》心理专家 嘉宾
- 北京电视台《第三调解室》人民调解员
- 江西卫视《深度观察》《金牌调解》 栏目特约嘉宾
- 湖北卫视《名人堂》、《包公来了》特约嘉宾
- 辽宁卫视《幸福词典》栏目特约心理专家嘉宾
- 山东卫视《育儿大作战》金牌专家团嘉宾
- 卡酷动画频道、宁夏卫视、湖南卫视合約心理师

## 著作
- 《爱情很残酷，你要学点擒拿术》ISBN 9787806918166，海峡书局
- 《爱是最好的药：亲子相处有道》ISBN 9787544753586， 译林出版社
- 《女人挖坑男人跳》ISBN 9787544716314，译林出版社[7]
- 《不要自己坑自己》ISBN 9787544721066， 译林出版社
- 《爱暴力》ISBN 9787544737142， 译林出版社
- 《柏燕谊儿童心理学》 ISBN 9787559437761，江苏凤凰文艺出版社
- 《无色男女：女人专属的友情经营书》ISBN 9787542642479， 上海三联
- 《心理专家写给新妈妈的私信》ISBN 9787544740739，译林出版社
- 《学点心理学三岁养成好习惯》 ISBN 9787501996674，中国轻工业出版社
- 《燕谊说情感》 ISBN 9787544738224，译林出版社
- 《燕谊说职场》 ISBN 9787544738217，译林出版社
- 《陪孩子度过中学六年》 ISBN 9787536483279，四川科技出版社